# Coppa dei Balcani 1969
La Coppa dei Balcani per club 1969 è stata la settima edizione della Coppa dei Balcani, la competizione per squadre di club della penisola balcanica e Turchia.
È stata vinta dai bulgari del Beroe, al loro secondo titolo.

## Squadre partecipanti
Tutte le nazioni partecipano con una sola rappresentante. Le 6 squadre partecipanti vengono divise in due gironi.
| Squadra       | Stagione 1968-69                         |
| ------------- | ---------------------------------------- |
| Dinamo Tirana | 3º in Albania                            |
| Beroe         | 12º in Bulgaria. Detentore Coppa Balcani |
| Pierikos      | 9º in Grecia                             |
| Bor           | 13º in Jugoslavia                        |
| U Craiova     | 7º in Romania                            |
| PTT Ankara    | 9º in Turchia                            |

## Torneo

### Girone A
| Squadra               | Pti | G | V | N | P | GF | GS | QR    |
| --------------------- | --- | - | - | - | - | -- | -- | ----- |
| Dinamo Tirana         | 5   | 4 | 2 | 1 | 1 | 9  | 6  | 1.500 |
| Universitatea Craiova | 4   | 4 | 2 | 0 | 2 | 8  | 5  | 1.600 |
| Bor                   | 3   | 4 | 1 | 1 | 2 | 5  | 11 | 0.455 |

|               | Din | Uni | Bor |
| ------------- | --- | --- | --- |
| Dinamo        |     | 2-0 | 4-1 |
| Universitatea | 3-1 |     | 5-0 |
| Bor           | 2-2 | 2-0 |     |

#### Risultati
| Bor 9 aprile 1969 | Bor | 2 – 0 | U Craiova | Stadion kraj Pirita |

| Tirana 7 maggio 1969                          | Dinamo Tirana | 2 – 0 | U Craiova | Stadiumi Dinamo |
| \| \| \| \| \| Vorfi Zhega \| Marcatori \| \| |               |       |           |                 |
|                                               |               |       |           |                 |
| Vorfi Zhega                                   | Marcatori     |       |           |                 |

| Craiova 21 maggio 1969 | U Craiova | 5 – 0 | Bor | Stadionul Central |

| Craiova 18 giugno 1969                                                   | U Craiova | 3 – 1     | Dinamo Tirana | Stadionul Central |
| \| \| \| \| \| Neagu 26’ Oblemenco 31’, 68’ \| Marcatori \| 78’ Cutra \| |           |           |               |                   |
|                                                                          |           |           |               |                   |
| Neagu 26’ Oblemenco 31’, 68’                                             | Marcatori | 78’ Cutra |               |                   |

| Bor agosto 1969                                   | Bor       | 2 – 2         | Dinamo Tirana | Stadion kraj Pirita |
| \| \| \| \| \| ? \| Marcatori \| autorete Çeço \| |           |               |               |                     |
|                                                   |           |               |               |                     |
| ?                                                 | Marcatori | autorete Çeço |               |                     |

| Tirana                                                     | Dinamo Tirana | 4 – 1 | Bor | Stadiumi Dinamo |
| \| \| \| \| \| Xhafa Cutra Zhega Çeço \| Marcatori \| ? \| |               |       |     |                 |
|                                                            |               |       |     |                 |
| Xhafa Cutra Zhega Çeço                                     | Marcatori     | ?     |     |                 |

### Girone B
| Squadra    | Pti | G | V | N | P | GF | GS | QR    |
| ---------- | --- | - | - | - | - | -- | -- | ----- |
| Beroe      | 6   | 4 | 2 | 2 | 0 | 7  | 3  | 2.333 |
| PTT Ankara | 3   | 4 | 1 | 1 | 2 | 8  | 8  | 1.000 |
| Pierikos   | 3   | 4 | 1 | 1 | 2 | 4  | 8  | 0.500 |

|          | Ber | Ank | Pie |
| -------- | --- | --- | --- |
| Beroe    |     | 3-0 | 1-0 |
| Ankara   | 2-2 |     | 4-0 |
| Pierikos | 1-1 | 3-2 |     |

#### Risultati
| Katerini 26 marzo 1969                        | Pierikos  | 1 – 1     | Beroe | Stadio Municipale |
| \| \| \| \| \| ? \| Marcatori \| P. Petkov \| |           |           |       |                   |
|                                               |           |           |       |                   |
| ?                                             | Marcatori | P. Petkov |       |                   |

| Stara Zagora 9 aprile 1969               | Beroe     | 1 – 0 | Pierikos | Stadio Beroe |
| \| \| \| \| \| Belčev \| Marcatori \| \| |           |       |          |              |
|                                          |           |       |          |              |
| Belčev                                   | Marcatori |       |          |              |

| Ankara 28 maggio 1969                                                               | PTT Ankara | 4 – 0 | Pierikos | PTT Stadyumu |
| \| \| \| \| \| Kocaeli 14’ Mesçi 23’, 84’ Katırcıoğlu 68’ (rig.) \| Marcatori \| \| |            |       |          |              |
|                                                                                     |            |       |          |              |
| Kocaeli 14’ Mesçi 23’, 84’ Katırcıoğlu 68’ (rig.)                                   | Marcatori  |       |          |              |

| Katerini 4 giugno 1969                                                          | Pierikos  | 3 – 2              | PTT Ankara | Stadio Municipale |
| \| \| \| \| \| Chrysargyris 11’, 14’, 35’ \| Marcatori \| 32’ Ünal 47’ Mesçi \| |           |                    |            |                   |
|                                                                                 |           |                    |            |                   |
| Chrysargyris 11’, 14’, 35’                                                      | Marcatori | 32’ Ünal 47’ Mesçi |            |                   |

| Stara Zagora 15 giugno 1969                                     | Beroe     | 3 – 0 | PTT Ankara | Stadio Beroe |
| \| \| \| \| \| P. Petkov Jančovski V. Ivanov \| Marcatori \| \| |           |       |            |              |
|                                                                 |           |       |            |              |
| P. Petkov Jančovski V. Ivanov                                   | Marcatori |       |            |              |

| Ankara 27 agosto 1969                                                     | PTT Ankara | 2 – 2              | Beroe | PTT Stadyumu |
| \| \| \| \| \| Kocaeli 30’ Köse 81’ \| Marcatori \| 4’ Kirov 85’ Dačev \| |            |                    |       |              |
|                                                                           |            |                    |       |              |
| Kocaeli 30’ Köse 81’                                                      | Marcatori  | 4’ Kirov 85’ Dačev |       |              |

### Finale
La finale di ritorno è stata interrotta sull'1–0 per i padroni di casa quando i calciatori della Dinamo hanno abbandonato il terreno di gioco per protesta dopo l'assegnazione di un calcio di rigore al Beroe.
| Squadra 1     | Totale | Squadra 2 | Andata | Ritorno |
| ------------- | ------ | --------- | ------ | ------- |
| Dinamo Tirana | 1–3    | Beroe     | 1–0    | 0–3     |

| Tirana 22 ottobre 1969 Andata           | Dinamo Tirana | 1 – 0 | Beroe | Stadiumi Dinamo |
| \| \| \| \| \| Ishka \| Marcatori \| \| |               |       |       |                 |
|                                         |               |       |       |                 |
| Ishka                                   | Marcatori     |       |       |                 |

| Stara Zagora 29 ottobre 1969 Ritorno            | Beroe     | 3 – 0 A tavolino. | Dinamo Tirana | Stadio Beroe (13 000 spett.) |
| \| \| \| \| \| N. Ivanov 20’ \| Marcatori \| \| |           |                   |               |                              |
|                                                 |           |                   |               |                              |
| N. Ivanov 20’                                   | Marcatori |                   |               |                              |